# Metropol (Band)
Metropol ist eine deutsche Rockband. Sie bestand von 1977 bis 1986 und fand sich 2004 erneut zusammen.

## Geschichte
Als sich Ende 1976 die Berliner Amateurrockband Opus auflöste, gründeten die beiden Opus-Musiker Reinhard Tesch und Axel Gröseling die Amateurband Metropol. Metropol machte schon kurz nach Bandgründung als Liveband von sich Reden. Die Gruppe coverte internationale Hits z. B. von Toto und Status Quo.
Im Jahre 1981 stieg Metropol ins Profilager auf. Fortan interessierten sich nicht mehr nur ausschließlich die Fans für die Band, sondern auch der Rundfunk der DDR wurde auf die Gruppe aufmerksam. Er ermöglichte es den Musikern, erste eigene Songs in ihren Studios zu produzieren. Der dabei entstandene Song Schnee von gestern belegte 1981 den 13. Platz in der Jahreswertung. Bereits ein Jahr später erschien bei AMIGA die erste Single Und ich seh'n mich nach Dir. Dieser 1982 veröffentlichte Song wurde zum größten Hit der Band, der sich wochenlang auf Spitzenplätzen in Wertungssendungen hielt. In der Jahreswertung belegte das Lied den 6. Platz.
Ende des Jahres 1983 kam es zu einem großen personellen Umbruch innerhalb der Band. Nach dem Ausstieg von Bandchef und Komponist Reinhard Tesch (lebt heute in Orlando (Florida)), der mit Tesch & Co ein eigenes Projekt gründete, war Axel Gröseling das letzte verbliebene Gründungsmitglied. In Ralf Kricke (Schlagzeug), Carsten Große (Gitarrist und Sänger) und Manfred Kusno (Keyboard) fand er neue Mitstreiter. In dieser Besetzung entstanden weitere Titel beim Rundfunk der DDR, u. a. auch der Song Es drängt die Zeit, mit dem die Band 1984 bei Rock für den Frieden teilnahm.
Es folgten zahlreiche TV-Auftritte, welche die Band landesweit populär machten. Die Quartett-Single Du wart auf mich erschien 1987 bei AMIGA. Tourneen im In- und Ausland und Veröffentlichungen auf Schallplatte, CD, DVD unterstreichen bis heute den Bekanntheitsgrad von Metropol. Dazu tragen auch begeistert aufgenommene Konzerte der Band auf Events wie Hanse-Sail Rostock, Stadtfesten in Leipzig, Chemnitz, Weimar, Dresden, Berlin bei.
2010 wurde Und ich seh'n mich nach Dir unter die 100 besten Titel aus zwei Jahrzehnten gewählt. Im Mai 2013 veröffentlichte SONY Entertainment mit Und Ich seh'n mich nach Dir – Die Metropol Hits ein sieben Titel umfassendes Best Of Album, das als Download, aber nicht auf Platte oder CD in den Handel kam.
In der Besetzung Axel Gröseling (Bass, Gesang), Reinhard Tesch (Gitarre, Gesang), Manfred Kusno (Keyboards) und Ralf Kricke (Schlagzeug) nimmt die Gruppe 2014 das neue Album von Metropol auf, das bis Ende des Jahres fertig sein wird. Dafür sind 11 neue Songs geplant, die an die Stücke auf der 1987 bei AMIGA erschienenen Quartett-Single anschließen, aber in zeitgemäßem Sound arrangiert sind. Das neue Album, produziert in Orlando und Berlin, ist in einem Projekt über den Atlantik entstanden. Jam-Sessions und Proben fanden in Berlin statt. Als Gastmusiker bei der Produktion waren Ashley Duve (Sängerin), Caleb Lopez (Saxophon) und Reinhards Sohn Marius Tesch (Gitarre, Piano) mit im Studio.

## Diskografie

### Single
- 1982: Und ich sehn mich nach dir / Schnee von gestern (Amiga)

### EP
- 1987: Du wart' auf mich, Sie gab mir das Gefühl, Momente, Hilflose Worte (Amiga)
- 2014: Uns ich sehn' mich nach mehr, Kein Weg zurück (YouTunez)

### Weitere auf Samplern veröffentlichte Titel
- 1979: Das Wort (Auf dem Wege / Amiga)
- 1996: Auf Achse (Beatkiste Vol.6 / Barbarossa)
- 1996: Knippe (Beatkiste Vol.7 / Barbarossa)
- 2012: Schnee von Gestern (Amiga Hit Collection Vol. 11 / Sony)

### Auf DVD Samplern veröffentlichte Titel
- 2011: Und ich sehn mich nach dir (Unter der Haut / Sony Entertainment)
- 2012: Und ich sehn mich nach dir (Ein Kessel Buntes / Sony Entertainment)
- 2013: Und ich sehn mich nach dir (Das Beste aus Bong / Sony Entertainment)
- 2014: Momente, Du wart auf mich, Zu den Sternen (Stop! Rock, das Beste aus der TV-Show / Sony, BMG)